# Graczowka (rejon usmański)
Graczowka (ros. Грачёвка) – wieś (sieło) w Rosji, w obwodzie lipieckim, w rejonie usmańskim. W 2010 liczyła 910 mieszkańców.